# 浪溪河 (黄河)
浪溪河，旧称狼溪河，位于中华人民共和国山东省济南市平阴县南部的一条黄河支流。

## 干流
浪溪河，旧称“狼溪河”，也是发源于平阴县的最大河流。它因发源于山东省济南市平阴县洪范池镇南部山区狼山（即大寨山）脚下的狼泉而得名。浪溪河上游由三条较大的自然冲沟（溪、泉）形成，有“三泉汇为浪溪”的说法。三条冲沟中的一条发源于南天观西侧的刘庄村一带，另一条发源于南天观东侧，两条冲沟在张海村东与扈泉泉水汇合，而后又汇入东流泉（书院泉）和龙池泉（洪范池泉）的泉水，向北流经纸坊村与发源于大寨山东侧的第三条自然冲沟汇流，形成浪溪河。汇流后，浪溪河从纸坊村向北，流入东阿镇，最终在东阿镇大河口村注入黄河，是黄河下游的一级支流。

## 流域
浪溪河全长26千米，流域面积118平方公里，是平阴县境内的主要河流。